# シルヴィ・ランクール
シルヴィ・ランクール, （仏: Sylvie Rancourt、1959-）は、カナダ、ケベック州のバンド・デシネ作家。ケベック州における自伝的バンド・デシネの草分け的存在であり、ストリッパーとしての自身の体験を綴った『メロディ』で特によく知られている。2014年『メロディ』がアングレーム国際漫画祭に正式出品され、2019には、「個人または団体による、ケベック州のバンド・デシネ界への多大な貢献」に対して贈られるAlbert-Chartier賞を受賞した。

## 経歴
1959年、アビティビ・テミスカマング地域マカミックに生まれる。1979年、夫とともにモントリオールに移り住み、夫の勧めでストリッパーとして働き始める, 。 ほどなくして、その体験をもとにしたバンド・デシネ『メロディ』の制作を開始する。